# Ведьмы (Плоский мир)
На Плоском мире ведьмы живут повсюду. Их так же много, как и волшебников. Однако наибольшее их количество и самые сильные из них живут в Овцепикских горах, что можно объяснить высокой концентрацией остаточной магии в этом регионе (также есть мнение, что ведьме нужна твердая почва. До появления Тиффани Болен считалось, что ведьма не может появиться на мягкой земле Мела).

## Список книг
1. «Творцы заклинаний» — Equal Rites (1987)
2. «Вещие сестрички» — Wyrd Sisters (1988)
3. «Ведьмы за границей» — Witches Abroad (1991)
4. «Дамы и господа» — Lords and Ladies (1992)
5. «Маскарад» — Maskerade (1995)
6. «Carpe Jugulum. Хватай за горло» — Carpe Jugulum (1998)

Тиффани Болен
1. «Маленький свободный народец» — The Wee Free Men (2003)
2. «Шляпа, полная неба» — A Hat Full of Sky (2004)
3. «Господин Зима» — Wintersmith (2006)
4. «Платье цвета полуночи» — I Shall Wear Midnight (2010)
5. «Пастушья корона» — The Shepherd’s Crown (2015)

## Общие сведения
Ведьмы во многих аспектах отличаются от волшебников. Прежде всего, у них нет иерархии. Нет «главной» ведьмы, которой бы подчинялись все остальные, каждая ведьма принимает решения и отвечает за их последствия сама (однако все знают, что если бы у ведьм была главная, ею была бы Эсмеральда Ветровоск).
Ведьмы предпочитают уединение. В сельской местности они обычно живут в коттедже, расположенном где-нибудь в глухом лесу, и обслуживают несколько деревень в округе, которые они называют своим наделом. Они занимаются домашним хозяйством и ходят по деревням, оказывая посильную помощь — в основном занимаются лечением, как людей, так и животных, разрешением конфликтов, принимают роды и хоронят умерших, а также следят, чтобы одинокие старики не оставались без присмотра. Им не позволяется брать деньги за свою работу, но плату они получают в виде продуктов и добротной поношенной одежды, но самое главное — уважение, которым они пользуются у местного населения. Считается недопустимым вмешиваться в дела соседних наделов, но к мнению старших ведьм всегда прислушиваются.
Основным же занятием ведьм является «присмотр за границей» между мирами, чтобы из других реальностей не проникли опасные существа, например, эльфы. Они следят за границами, помогая появиться на свет новорождённому или открывают дверь в потусторонний мир душе умершего, которая сама по каким-либо причинам не может найти выхода. В частности, на это указано в книге «Шляпа, полная неба»:
 «…Так вот чем мы занимаемся, — думала Тиффани, глядя в дверной проем, — Мы сторожим границы. Мы помогаем тем, кто не может сам найти путь…» 
«…Иногда всё идёт не так. Иногда люди умирают, но не могут уйти, потому что не знают Пути. Вот для того-то мы и нужны, чтобы помочь им найти дверь и они не оказались потерянными в темноте…» 
У ведьм нет учебных заведений. Обычно старшие ведьмы выбирают в ученицы девочек с магическими способностями и обучают их мастерству в обмен на помощь по хозяйству. Уроков, в обычном понимании, как правило, не бывает. Ведьмы не учат, как что-то сделать, они учат, как понимать, что ты делаешь. Хотя магические способности передаются по наследству, у ведьм не принято обучать своих дочерей.
Некоторые ведьмы, например мисс Проникация Тик, специально занимаются поисками одарённых девочек в тех краях, где ведьм мало или вовсе нет, как на Мелу. Они (таких ведьм называют ведьмознатками) подыскивают таким девочкам наставниц, поскольку такие способности нельзя оставлять без присмотра. Учиться ведовству самостоятельно — дело неразумное и небезопасное: поймёшь что неправильно и скатишься в то, что среди ведьм называется «стать плохой». Ведьмы мало чего боятся, но самые могущественные ведьмы боятся «испортиться» или «отойти ко злу» и «начать хихикать». Потому что, чем могущественнее ведьма, тем проще скатиться в мелочную жестокость, лишь на том основании, что у тебя есть власть над людьми, и прийти к выводу, что другие люди ничего не значат. «Отошедшие ко злу» ведьмы считают, что стоят выше понятий «правильно» и «неправильно». Показателем такой испорченности у ведьм считается «хихиканье» (англ. cackling). «Хихиканье» для ведьмы означает не только неприятный смех, но признак того, что она потихоньку начинает терять рассудок. Одиночество, тяжкий труд, ответственность и проблемы других людей потихоньку сводят ведьму с ума и она начинает считать себя лучше других жителей деревни лишь на том основании, что знает больше. Обычно ведьмы недолюбливают общество других ведьм, но у них принято навещать друг друга, чтобы присматривать, не начали ли они хихикать.
Согласно традициям, ведьмы носят одежду чёрного цвета и чёрную же остроконечную шляпу, которая является не просто предметом туалета, а своего рода символом профессии. Некоторые молодые ведьмы увлекаются оккультной бижутерией и стремятся к изысканности в одежде насколько им позволяют средства. Умудрённые жизнью ведьмы предпочитают красоте удобство.

## Магия
Магия ведьм отличается от магии волшебников, которой обучают в Незримом Университете, и заключается в поисках рычага, которым можно повернуть ситуацию. Ведьмы редко прибегают в прямому использованию магии, предпочитая полагаться на здравый смысл, жизненный опыт и упорный труд. Они также широко применяют своего рода разновидность психологии — головологию (англ. Headology). Основной принцип головологии заключается в том, если во что-то хорошенько поверить, это станет настоящим. Например, если заставить человека поверить, что он стал лягушкой, он действительно будет жить в пруду и ловить мух на обед.
Ведьмы, как правило, небогаты (ведьмам запрещено взимать плату за свою помощь) и не могут позволить себе покупать дорогие магические приспособления, поэтому в ход идут любые подручные средства. Так, вместо хрустального гадательного шара используется блюдечко с чернилами или даже просто с водой, котел для стирки применяется для вызова демонов, в качестве меча Искусства применяется мешалка для белья, а вместо октограммы Защиты — стиральная доска. Некоторые ведьмы также плетут особое устройство — Запутку из всего, что найдется у них в карманах.

### Ведьмы — учёные
Среди ведьм есть и такие, кому не чужд дух исследований, обычно присущий их коллегам мужчинам. Многие зелья и обряды включают в себя такие ингредиенты, как лапка лягушки или зуб акулы. Ведьмы-исследователи проводят эксперименты, чтобы ответить на вопрос, лапку какой именно лягушки необходимо взять и зуб какой именно акулы. С точки зрения таких ведьм, как Матушка Ветровоск, это несущественно, всё определяется намерениями колдующего. Однако, ведьмы-учёные верят, что результат напрямую зависит от точности соответствия рецепту.

### Путанка
Применяется в качестве простейшего детектора и усилителя магии. Её можно сплести из чего угодно — обрывка нити, палочек, перышек, бусинок, ремешков и всего того, что можно найти в карманах, но в центр Путанки обязательно надо вплести что-то живое. Обычно ведьмы вплетают яйцо или жука. Для ведьм путанки являются тем же самым, что перочинные ножики с пятнадцатью лезвиями, тремя отвёртками, крошечным увеличительным стеклом и штуковиной для выковыривания ушной серы для путешественников.
В самой путанке нет ничего магического, она лишь пропускает через себя магию. Но умеющие ею пользоваться, могут с её помощью творить магию, концентрируясь на том, что хотят сделать. Её также можно использовать для защиты, или вместо ловушек проклятий, или насылать через неё заклятие. По мнению ведьмы мисс Тик, с их помощью можно прочитать то, что спрятано в сокровенных уголках вашего рассудка. Для каждого использования надо делать новую путанку и только из того, что находится в данный момент под рукой.

### Ведьминские испытания
Ежегодный фестиваль, проводимый в Ланкре посреди лета. На этот праздник собираются ведьмы со всего Овцепикского региона, чтобы показать своё мастерство. Ведьмы демонстрируют новые заклинания и умения, пьют чай и сплетничают. Судей нет, так же, как и нет призов, но старшие ведьмы определяют победительницу, которой уже много лет становится Матушка Ветровоск.

## Наиболее известные ведьмы
| Имя | Пол     | Раса    | Род занятий      | Регион           | Роль в экранизации |
| --- | ------- | ------- | ---------------- | ---------------- | ------------------ |
| Тиффани Болен/Болит (англ. Tiffany Aching) | женский | человек | ведьма           | Овцепикские горы | нет                |
| Единственная ведьма Мела, юная, но очень сильная (по мнению Матушки Ветровоск, однажды снявшей перед Тиффани шляпу). Главная героиня серии книг про Тиффани Болен. |         |         |                  |                  |                    |
| |         |         |                  |                  |                    |
| Сара «Матушка» Болен/Болит (англ. Sarah 'Granny' Aching) | женский | человек | ведьма           | Овцепикские горы | нет                |
| Сара Болен/Болит — бабушка Тиффани Болен/Болит, пастушка, не считала себя ведьмой, но выполняла функции оной в Меловых холмах. Умерла примерно за 5 лет до начала книги «Маленький свободный народец». Была исключительно хороша с овцами. |         |         |                  |                  |                    |
| |         |         |                  |                  |                    |
| Алисон Ветровоск (англ. Alison Weatherwax) | женский | человек | ведьма           | Овцепикские горы | нет                |
| Алисон Ветровоск — могущественная ведьма, бабушка Эсмеральды Ветровоск. Из её жизни мало что известно, но она достойна упоминания хотя бы потому, что её имя окружено тайнами. В книге «Carpe Jugulum. Хватай за горло» упоминается, что она убила вампира графа Белу Сорокулу и что, несмотря на слухи, она не обратилась ко злу. Хотя в Ланкре нет специального закона о регистрации дат рождения и смерти, все старательно регистрируется. Даже смерть жителей королевства, давным-давно покинувших страну, обязательно регистрируется, пусть и с опозданием. Достоверно известно, что рождение Алисон было записано 125 лет назад. И также достоверно, что запись о смерти до сих пор не появилась. Так что вполне возможно, что родная бабушка Матушки Ветровоск до сих пор жива. |         |         |                  |                  |                    |
| |         |         |                  |                  |                    |
| Лили Ветровоск (англ. Lily Weatherwax) | женский | человек | ведьма           | Овцепикские горы | нет                |
| Лили Ветровоск — старшая сестра Эсмеральды (Матушки) Ветровоск. Сказочная Крестная фея. Когда ей было тринадцать лет, мать выгнала её из родительского дома при весьма сомнительных обстоятельствах. С тех пор она вела разнообразную и преуспевающую жизнь, делая карьеру в качестве ведьмы. К сожалению, у женщин Плоского мира довольно ограниченный выбор профессий, однако женщинам с острым интеллектом и гибкой моралью общество предоставляет больше возможностей для карьеры. На своём жизненном пути она обзавелась тремя мужьями. Всех троих она похоронила и, по крайней мере, двое из них были в это время уже мертвы. Если добавить или, наоборот, убрать некоторые морщинки, Лили будет выглядеть совершенно как Эсмеральда Ветровоск, только значительно моложе, чем её младшая сестра. Моралисты говорят в таких случаях, что это все потому, что грешить легче, чем быть добродетельным. Лили Ветровоск завершила свою карьеру, подвизаясь Сказочной Крестной феей в Орлее, которой правила со слащавой жестокостью. Она использовала магию зеркал и могла увидеть весь мир на любой отражающей поверхности. Она так великолепно овладела магией отражений, что в конце концов потеряла связь с реальным миром. Она все ещё считается живой, поскольку хотя она и исчезла из мира живых, её тело не было найдено. Хотя на Плоском Мире не существует понятия «чёрная магия», магия, применяемая для манипулирования людьми в своих собственных целях, считается таковой (особенно Матушкой, за исключением тех случаев, когда она сама делает это). Лили, вероятно, является лучшим примером «злой ведьмы». Интересно отметить, что основным критерием здесь является не то, что вы делаете, а то, что вы имеете при этом на уме. |         |         |                  |                  |                    |
| |         |         |                  |                  |                    |
| Матушка Ветровоск (англ. Esmerelda «Granny» Weatherwax) | женский | человек | ведьма           | Ланкр            | нет                |
| Эсмеральда Ветровоск, более известная как матушка Ветровоск, высокая худощавая женщина с седыми волосами, обычно носит их собранными в тугой пучок. У неё прекрасный цвет лица и она, несмотря на страсть к сладкому печенью, сохранила все зубы. Глаза матушки ярко-голубого цвета, а взгляд пронзителен. Нос у Эсмеральды несколько длинноват. Она обычно носит выцветшее от старости чёрное платье с потрепанным подолом, тяжёлые стоптанные башмаки и собственноручно сделанную шляпу. У неё есть метла гномьей работы, настолько старая, что для того, чтобы взлететь на ней, необходимо как следует разбежаться. Эсмеральда Ветровоск живёт в Ланкре в местечке под названием Дурной Зад. Матушка — её ведьмовской «титул», к ней так обращаются практически все жители Ланкра. |         |         |                  |                  |                    |
| |         |         |                  |                  |                    |
| Тётушка Вемпер (англ. Goodie Whemper) | женский | человек | ведьма           | Ланкр            | нет                |
| Тётушка Вемпер — ведьма, у которой обучалась Маграт Чесногк. Тётушка Вемпер известная собирательница книг по магии — у неё было целых двенадцать томов, невероятное количество для ведьмы. Она принадлежала к ведьмам исследовательского типа и скончалась от несчастного случая во время испытаний, сможет ли летать метла, если вытаскивать из неё прутики. Результат эксперимента очевиден. Имя Матушки Вемпер всегда упоминается в сочетании с фразой «пустьземляейбудетпухом». Ведьмы вообще-то не религиозны, но, как они любят говорить, нет никаких причин отвергать чье-либо право на заслуженный отдых после смерти. |         |         |                  |                  |                    |
| |         |         |                  |                  |                    |
| Эрзули Гоголь (англ. Erzulie Gogol) | женский | человек | ведьма           | Орлея            | нет                |
| На Плоском мире существует аналог земной магии Вуду. Это своего рода симбиоз религии и магии, причём боги создаются самими колдуньями. Наиболее могущественные колдуньи вуду способны создавать богов для самых различных целей. Одной из таких колдуний является Эрзули Гоголь, живущая в Орлее. Это симпатичная женщина средних лет, высокого роста. Носит она обычно белую блузку и длинную красную юбку с оборками, а в ушах у неё покачиваются массивные золотые серьги. В прошлом у неё был роман с бароном Субботой, который правил городом до появления Лили Ветровоск, и у них родилась дочь — Эмберелла. После того, как Лили Ветровоск свергла барона, Эрзули сделала из него зомби. У Эрзули есть большой чёрный петух по имени Легба, по утверждению его хозяйки — темный и опасный дух. Она способна предсказать будущее, глядя в горшок с джамбалайей, хотя для посетителей делает вид, что волшебной силой на самом деле обладает горшок с гумбо — орлейской похлебкой. Живёт Эрзули в домике на болотах, окружающих Орлею. Со стороны реки он выглядит как обычный топляк, выуженный из реки. Его крыша покрыта мхом, и стоит он над самым болотом на четырёх огромных утиных лапах, на которых он расхаживает повсюду. Если возникает необходимость, домик может на некоторое время погрузиться в воду, вместе со всеми его обитателями. |         |         |                  |                  |                    |
| |         |         |                  |                  |                    |
| Тётушка Вровень/Мисс Левел (англ. miss Level) | женский | человек | ведьма           | Ланкр            | нет                |
| Тётушка Вровень/Мисс Левел — ведьма из Ланкра, у которой обучалась Тиффани Болен. У неё было два тела, на которые приходился один разум. У неё было тяжёлое детство — мать рано умерла, а отец не вернулся из плавания, поэтому она оказалась в богадельне. По её словам, там она попала в самую плохую компанию, какую только можно придумать — свою собственную. С помощью двух тел она занималась мошенничеством, а затем сбежала с бродячим цирком. В цирке тётушка Вровень выступала с номером «Удивительные Топси и Типси, *Чтение мыслей на расстоянии!*». В конце концов тётушка Вровень оказалась в Ланкре и стала ведьмой. Все считали её близняшками и она старательно поддерживала в них уверенность в этом. Мисс Левел действовала так, словно была одним человеком с двумя левыми и правыми руками, четырьмя глазами и ногами. Она могла разделяться на некоторое время и отправляться одним телом довольно далеко, но становилась очень неловкой, как только расстояние превышало двадцать миль. Мисс Левел относится к ведьмам исследователям. В доме у мисс Левел обитает таинственный дух Освальд. Освальд — целтергейст, противоположность полтергейсту. У целтергейста одержимость порядком, он всё время всё убирает. По-видимому, уборка доставляет ему наслаждение. Излюбленное занятие Освальда — разбирание смеси соли и сахара. Когда в Тиффани вселился Роитель, он убил одно из тел тётушки. Через какое-то время Вровень обнаружила, что второе тело вернулось, но стало невидимым. Способность одновременно снимать шляпу и жонглировать в воздухе четырьмя чашками значительно повысила степень уважения, оказываемого ей жителями окрестных деревень. |         |         |                  |                  |                    |
| |         |         |                  |                  |                    |
| Агнесса Нитт (англ. Agnes Nitt) | женский | человек | ведьма           | Ланкр            | нет                |
| Агнесса Нитт — ведьма из Ланкра. Отца Агнессы звали Послед Томас «Трёхпенсовик» Нитт. Его родители, люди необычайно эрудированные по ланкрским стандартам, назвали своих сыновей Перед, Серед и Послед, соответственно. Это невысокая, пухлая девушка с великолепным цветом лица и румянцем во всю щеку. Самое выдающееся в её облике — волосы, настолько густые и пышные, что способны полностью спрятать её не менее пышные формы. Они никогда не путаются, блестят и легко укладываются в прическу. Единственная проблема с волосами заключается в том, что в них теряются гребешки. Она также немного косолапит при ходьбе. У неё прекрасный характер, она добра и отзывчива. Но как многие люди подобного склада, она несколько устала от своей репутации и воображает себя другой, более впечатляющей особой. Она придумала себе новой имя — Пердита Х (произносится Пердита Икс), но местные жители упорно называли её Пердитихой, поэтому Агнесса стала называть себя новым именем лишь мысленно. Постепенно эта воображаемая личность обрела настоящее существование в уме Агнессы. В результате, Агнесса Нитт всегда имеет два мнения обо всем. Пердита самодовольна, эгоистична и капризна. Она считает Агнессу недалекой, жалостливой, слабохарактерной толстухой, о которую все вытирают ноги. Пердита — эта та стройная красавица, что живёт в каждой толстушке. Пердита делает то, на что сама Агнесса никогда не осмелилась бы по причине мягкого характера. Она не краснеет на каждом шагу, у неё привлекательная бледность и она красится темно-вишневой губной помадой. Лишь изредка Агнессе приходило в голову, что Пердита, быть может, такая же дура, как и она сама. Она редко берёт на себя контроль над телом Агнессы, только в чрезвычайных обстоятельствах. В основном, она сидит на задворках рассудка, погруженная в свои странные фантазии, или же делает саркастические замечания. Когда мы встретили её в первый раз, она входила в ковен Диаманты (Люси Токлей). Легко поддающаяся влиянию своих более одарённых воображением подруг, Агнесса-Пердита носила чёрное платье, чёрную шляпу с вуалью и даже чёрный кружевной носовой платочек. Все вместе производило впечатление низколетящего грозового облака. Агнесса мечтала выглядеть готично, но её комплекция позволяла сделать из неё двух готов. Несмотря на свою любовь к чёрному цвету, у неё все ещё сохранились две полки с мягкими игрушками. Согласно Нянюшке Ягг, которая редко ошибается в таких делах, Агнесса обладает определённым магическим талантом. И, как это часто происходит, магический талант, не найдя применения, проявился другим образом. Оказалось, что у Агнессы совершенно невероятный голос, она может произвести фактически любой тон, когда она берёт самые высокие ноты, стекло бьется и насекомые разлетаются. Её самые низкие звуки приводят окружающих в подавленное состояние, а животные начинают сходить с ума. Она также способна петь в терцию сама с собой. Пердита обладает довольно высоким голосом. После событий в книге «Дамы и господа», где ей уделяется довольно незначительное внимание, после замужества Маграт Чесногк, место третьей ведьмы ковена — девы перешло к Агнессе Нитт. Но Агнесса не захотела вести непривлекательную на её взгляд жизнь деревенской ведьмы и направилась в Анк-Морпорк, где поступила в Оперу. Однако Нянюшка Ягг и Матушка Ветровоск решили, что она обладает достаточными способностями, чтобы присоединиться к ним в качестве третьей ведьмы (им надоело самим заваривать чай). Именно в Анк-Морпорке Агнесса убедилась, что от судьбы не убежать и ведовство найдет тебя повсюду. Она также обнаружила, что, выбирая между толстой певицей с великолепным голосом и густыми волосами, и стройной сексапильной красоткой, мир даже задумываться не станет. Агнесса вернулась в Ланкр, по прежнему имея внутри себя Пердиту. Она также осознала, что является более умной, чем остальные, что многие люди неспособны здраво мыслить, и что кто-то должен с этим разбираться. Благодаря своему раздвоению личности Агнесса очень плохо поддается ментальным манипуляциям. Каждый, кто пытается загипнотизировать Агнессу, обнаружит, что как только Агнесса начинает терять самоконтроль, ей на смену приходит Пердита, и наоборот. Эта способность оказалась весьма полезной во время вторжения вампиров в Ланкр. Действующий персонаж в следующих книгах: - «Маскарад» - «Carpe Jugulum. Хватай за горло» |         |         |                  |                  |                    |
| |         |         |                  |                  |                    |
| Констатанция Тик/ Проникация Тик (англ. Perspicacia Tick) | женский | человек | ведьма           | Ланкр            | нет                |
| Констатанция/Проникация Тик — ведьма, специализирующаяся на поисках девочек, имеющих магические способности. Обычно она путешествует вместе со странствующими учителями, что даёт ей маскировку и защиту в тех местностях, где к ведьмам относятся предвзято. У неё также есть секретная остроконечная шляпа, замаскированная под обычную шляпку с цветочками, но если нажать на спрятанную пружинку, то острый конец выскочит. Мисс Тик получила образование в Щеботанском колледже для молодых барышень, где получила крайне полезную привычку к ледяным ваннам. В колледже учениц каждое утро заставляли окунаться в ледяную воду для Укрепления Силы Духа. Она также выучилась плавать и способна пробыть под водой достаточно долго, чтобы зубами развязать боцманский узел № 1. Она также написала книгу под названием «Magavenatio Obtisus» (Молот ведьм для чайников), в которой дала обширные рекомендации, как бороться с ведьмами (из книги «Господин Зима»): «…Для начала заприте ведьму на ночь в умеренно тёплом помещении и дайте ей столько супа, сколько она попросит. Подойдет морковно-чечевичная похлёбка, но для наилучшего результата рекомендуется использовать суп из картофеля и лука-порея на крепком говяжьем бульоне. Именно такой суп наиболее пагубно воздействует на магические способности ведьмы. Не давайте ей томатный суп — от него её сила только увеличится! Для пущей надёжности положите по серебряной монете в каждый из ведьминых башмаков. Она не сможет их вытащить, потому что серебро обожжет ей пальцы. Выдайте ведьме подушку и тёплые одеяла. Так вы хитростью заставите её проспать всю ночь до утра. Заприте дверь и проследите, чтобы никто к ней не входил.» |         |         |                  |                  |                    |
| |         |         |                  |                  |                    |
| Маграт Чесногк (англ. Magrat Garlick) | женский | человек | ведьма           | Ланкр            | нет                |
| Маграт Чесногк — ланкрская ведьма и королева. Невысокая, худощавая и плоская, как гладильная доска. У неё светлые волосы, которые не укладываются ни в какую прическу и обычно напоминают копну сена после бури. Что бы Маграт ни делала с ними, через три минуты они сами собой возвращаются в исходное состояние. В качестве компенсации, Маграт украшает волосы цветами, полагая, что это придаёт её внешности романтический вид. К сожалению, в результате она лишь приобретала сходство с девушкой, пострадавшей от нечаянного попадания в голову упавшего с балкона цветочного горшка. Маграт также увлекается оккультной бижутерией и располагает целой коллекцией серебряных амулетов, магических подвесок, колец и браслетов. У неё острый носик, покрасневший от постоянного сморкания, и безнадежно доброжелательное выражение лица. Она также всегда тщательно вымыта. В одежде Маграт предпочитает ярко-зелёный цвет, хотя у неё есть чёрная накидка, подбитая красным шелком. Она редко носит остроконечную шляпу. При определённом, очень и очень точном угле падения света и тщательно выверенном положении головы, Маграт не лишена известной доли привлекательности. Маграт обладает поистине открытым умом, которым она очень гордится. Она с готовностью воспринимает все новшества и искренне верит, что знания принесённые издалека, обладают большей мудростью, чем знания, не проделавшие столь долгий путь. Причём, степень мудрости напрямую зависит от расстояния. И ещё, многое, во что она верит, носит определение «народное» — народная медицина, народная мудрость, народные песни и т. д., как будто народ — это не те самые обычные люди, которых она видит вокруг себя каждый день. Маграт неустанно творит добрые дела, вне зависимости от того нуждаются или нет в этом те, кого она пытается облагодетельствовать. Она всегда готова спасти выпавшего из гнезда птенчика и оплакать погибшее создание горючими слезами. Маграт неоднократно пыталась завести магический живой талисман — крошечные создания, которые при первой же возможности сбегали от неё или просто умирали. Она плохо играет на гитаре и поёт дрожащим голосом печальные народные песни, закрывая при этом глаза так, как будто она искренне верит во все, что в них говорится. Маграт думает, что мир стал бы лучше, если бы все люди были бы хоть чуточку добрее. Тем не менее, она более практична, чем думают большинство людей, глядя на её мечтательную улыбку и рассеянное выражение лица. Она также оказалась способна оказать настоящее сопротивление — как физическое, так и магическое. Маграт, в отличие от пожилых ведьм, всё ещё положительно относится к внешней атрибутике колдовства — она старается проводить ритуалы в соответствии с книжными рекомендациями, чертит руны и пентаграммы, использует амулеты и слова призыва, то есть всю ту магию, что традиционно связывается с волшебниками. Однако, в случае острой необходимости, она, как и остальные ведьмы, способна применять магию, не прибегая к специальным приспособлениям, например, заменяя волшебный кристалл котлом с водой для стирки. Кроме того, Маграт обладает врождённым талантом к траволечению. В роду Маграт никогда не было ведьм, что довольно необычно, поскольку магические способности обычно передаются по наследству. Известно, что мать Маграт звали Симплисити, тётю — Иоландой, а бабушку — Араминтой, и что её родители не отличались особой грамотностью, поэтому и сделали ошибку при записи её имени. По обычаю пожилые ведьмы выбирают учениц, которым передают мастерство в обмен на помощь по дому. Маграт была избрана ведьмой Матушкой Вемпер (англ. Goodie Whemper), доброжелательной и последовательной ведьмой, которая с гораздо большим уважением относилась к книгам, чем все остальные Ланкрские ведьмы. Она оставила Маграт в наследство весьма солидную библиотеку — целых двенадцать томов, посвящённых магии и оккультизму. Маграт можно отнести к исследовательскому типу ведьм, поскольку она ищет активные компоненты для составления лечебных зелий. Вместе со своими старшими подругами-ведьмами Матушкой Ветровоск и Нянюшкой Ягг Маграт входила в состав ведьминского ковена (как самой молодой участнице, ей отводилась роль девы). Во время событий книги «Ведьмы за границей» она на некоторое время стала крёстной феей и получила в наследство от ведьмы Десидераты Жалки Пуст волшебную палочку, зацикленную на тыквах. После довольно продолжительного романа с придворным шутом, который впоследствии стал королём Ланкра Веренсом Вторым, Маграт вышла за него замуж и стала королевой. Во время свадьбы Маграт Ланкр подвергся нашествию эльфов и Маграт, облачившись в доспехи легендарной ланкрской королевы Инчи Вспыльчивой, оказала им сопротивление и вступила в схватку с королевой эльфов. До замужества Маграт жила в небольшом уютном домике в деревеньке Безумный Горностай (англ. Mad Stoat), доставшимся ей после наставницы Матушки Вемпер. Став королевой, Маграт поселилась в Ланкрском Замке. У королевской четы родилась дочь — Эсмеральда Маргарет Внимание Орфография (англ. Princess Esmerelda Margaret Note Spelling). На крестины дочери король Веренс Второй пригласил в ланкрский замок всех соседей, в том числе и семью вампиров, которые попытались установить свой контроль над Ланкром. Маграт и новорождённая дочь стали на короткое время заложницами графа. В настоящее время Маграт отошла от ведьмовства, уступив свой домик и место в ковене молодой ведьме Агнессе Нитт. Действующий персонаж в следующих книгах: - «Вещие сестрички» - «Ведьмы за границей» - «Дамы и господа» - «Маскарад» - «Carpe Jugulum. Хватай за горло» |         |         |                  |                  |                    |
| |         |         |                  |                  |                    |
| Чёрная Алиссия (англ. Aliss Demurrage) | женский | человек | ведьма           | Ланкр            | нет                |
| Алиссия Демураж или Чёрная Алиссия — одна из наиболее могущественных ведьм Плоского мира. Среди её наиболее знаменитых деяний — погружение целого замка со всеми домочадцами в сон на сто лет и превращение обычной тыквы в карету, хотя, по мнению Матушки Ветровоск, она не погружала замок в сон, а просто передвинула его во времени на сто лет вперед. Ходят слухи, что к старости Чёрная Алиссия потеряла связь с реальностью и обратилась ко злу. Говорят, что она жила в пряничной избушке и её зажарила в собственной печи пара заблудившихся детей. Её имя может отражать её злые деяния, но Матушка Ветровоск и Нянюшка Ягг полагают, что её так называли из-за чёрных зубов и ногтей. |         |         |                  |                  |                    |
| |         |         |                  |                  |                    |
| Нянюшка Ягг (англ. Gytha Ogg) | женский | человек | ведьма           | Ланкр            | нет                |
| Гита Ягг, она же Нянюшка Ягг — ведьма из Ланкра. Глава огромного семейства. Хозяйка кота Грибо. Наряду с Матушкой Ветровоск является одной из самых авторитетных ведьм Ланкра. |         |         |                  |                  |                    |
| |         |         |                  |                  |                    |
| Анаграмма Ястребец (англ. Annagramma Hawkin) | женский | человек | ведьма           | Ланкр            | нет                |
| Молодая ведьма из цикла книг о Тиффани Болен, самовлюблённая, эгоистичная вначале, впоследствии становится хорошей, практичной ведьмой. |         |         |                  |                  |                    |
| |         |         |                  |                  |                    |
| Эвменида Вероломна/Эвменидия Тенета (англ. Miss Eumenides Treason) | женский | человек | ведьма           | Ланкр            | нет                |
| Эвменидия Тенета — ведьма, у которой проходила обучение Тиффани Болен. Была слепа и глуха, но, благодаря «заимствованию», могла видеть и слышать глазами и ушами мыши или двух ворон. Использовала в работе «Боффо» — трюки и антураж, создающие образ Настоящей Ведьмы, как её себе представляют селяне. |         |         |                  |                  |                    |
| |         |         |                  |                  |                    |
| Эскарина Смит (англ. Eskarina Smith) | женский | человек | ведьма/волшебник | Анк-Морпок       | нет                |
| Эскарина Смит — ведьма, по стечению обстоятельств при рождении получившая посох волшебника. Главная героиня книги «Творцы заклинаний». Способна использовать оба вида магии. Обучалась у Эсмеральды Ветровоск, дальнейшее обучение продолжила в Незримом Университете (первая женщина-ученица Незримого Университета). Обладает высоким магическим потенциалом, умна и сообразительна. Отличается более глубоким пониманием природы магии (своеобразная квантовая физика Плоского Мира), вследствие чего может успешно бороться против Тварей. |         |         |                  |                  |                    |